# حقن داخل القلب

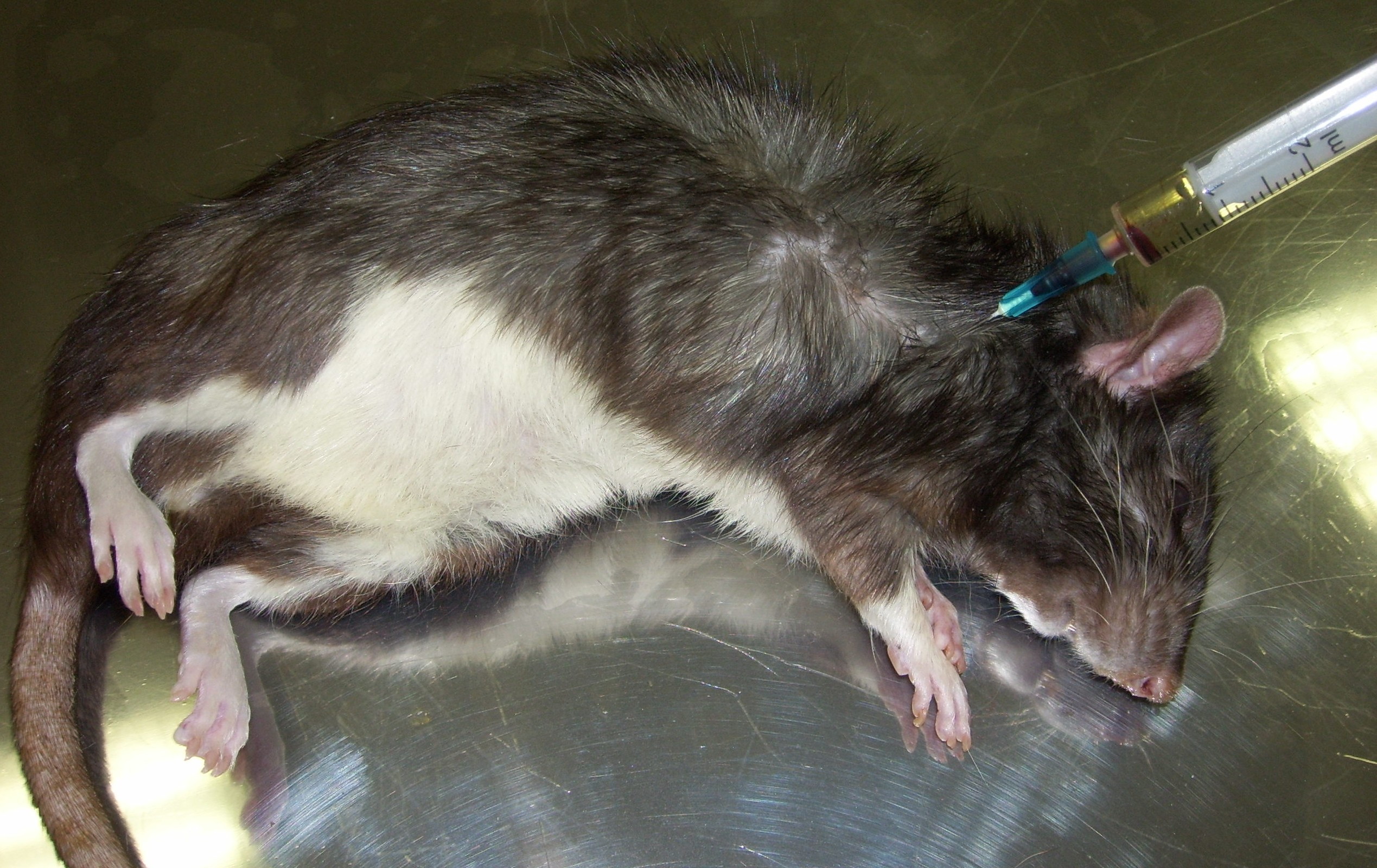

حقن داخل القلب شكل صيدلاني، تُعطى فيه الجرعة الدوائية مباشرة عن طريق الحقن في عضلات القلب أو البطينين. يتم استخدامها في حالات الطوارئ.

## التاريخ
في القرن التاسع عشر، بدأت ممارسة الحقن داخل القلب. وشاعت خلال ستينيات القرن العشرين، حيث كانت تعتبر أسرع طريقة لتوصيل الدواء إلى القلب. خلال سبعينيات القرن العشرين، بدأت هذه الممارسة في التراجع مع استخدام طرق أكثر موثوقية (أي العلاج عن طريق الوريد وأنبوب القصبة الهوائية والحقن داخل العظم). في ذلك الوقت تقريبا، كشفت دراسات أن المعالجة الوريدية كانت فعالة بنفس القدر وكانت أقل عرضة للمخاطر والمضاعفات.

## الإجراء
استخدمت طريقة الحقن داخل القلب للعقاقير بشكل عام فقط؛ وذلك لتوفير أدوية الطوارئ للمريض إذا كانت الطرق الأخرى غير فعالة؛ على سبيل المثال إذا كان لا يمكن إعطاء الأدوية عن طريق الوريد بسبب ظروف فردية. يتم تنفيذ الإجراء عن طريق إدخال إبرة بنزل قطني طويلة في حجرة البطين. يتم إدخال الإبرة في الحيز الوربي الرابع بين الأضلاع. يُعتبر اليوم قديمًا، ويفضل استخدام طرق أخرى لإعطاء الأدوية (أي عن طريق أنبوب القصبة الهوائية أو الحقن داخل العظم).[بحاجة لمصدر]

## المضاعفات
إصابة الشريان التاجي والنزيف داخل التامور أو الاندحاس هما المضاعفات الأساسية للحقن داخل القلب. يمكن تقليل احتمال حدوث المضاعفات باستخدام مقياس ضيق للإبرة.
يتطلب استخدام الحقن داخل القلب وقف الإنعاش القلبي الرئوي وقد يكون مضيعة للوقت أكثر من طرق إعطاء الأدوية الأخرى.

## المجتمع والثقافة
استخدم في فيلم الخيال الرخيص، حقن الإيبينيفرين داخل القلب لعلاج جرعة زائدة من الهيروين (بعيدًا عن العلاج الطبي الطبيعي لهذه الحالة، بواسطة الحقن الوريدية أو العضلية لدواء النالوكسون).